# Lincoln McIlravy
Lincoln McIlravy, född den 17 juli 1974 i Rapid City, South Dakota, är en amerikansk brottare som tog OS-brons i lättviktsbrottning i fristilsklassen 2000 i Sydney. 